# Connie Hedegaard
Pour les articles homonymes, voir Hedegaard.
Connie Hedegaard, née le 15 septembre 1960 à Copenhague (Danemark), est une femme politique danoise. Plusieurs fois ministre, elle est Commissaire européenne à l'Action pour le climat au sein du collège 2010-2014 de la Commission européenne, présidée par José Manuel Durão Barroso.

## Biographie
Membre du Parti populaire conservateur danois, elle entre au Folketing, le Parlement danois, le 10 juillet 1984. Elle est réélue les 8 septembre 1987 et 10 mai 1988. Elle démissionne le 3 octobre 1990, et se consacre à une carrière journalistique durant 14 ans. Elle ne revient à la vie politique que le 2 août 2004, lorsqu'elle est nommée ministre de l'Environnement dans le premier cabinet d'Anders Fogh Rasmussen. Elle conserve ce poste dans le deuxième cabinet Fogh Rasmussen, le cumulant avec le portefeuille de la Coopération nordique.
Le 23 novembre 2007, elle est nommée à la tête du nouveau ministère du Climat et de l'Énergie, au sein du troisième cabinet de Fogh Rasmussen.
Reconduite le 7 avril 2009 dans le gouvernement de Lars Løkke Rasmussen (notamment avec le portefeuille spécial chargé de la conférence de Copenhague), elle est désignée commissaire européenne dans le futur collège de José Manuel Durão Barroso le 24 novembre suivant. Elle obtient le poste de commissaire à l'Action pour le climat, nouvellement créé, trois jours plus tard. Sa mission principale consiste à développer et soutenir le marché du carbone à travers le système communautaire d’échange de quotas d’émission (SCEQE).
En mai 2016, elle est nommée au conseil d'administration de la société Danfoss.
En septembre 2016, elle rejoint à titre bénévole un comité d'experts sur le développement durable au sein du groupe Volkswagen.
En mai 2025, elle devient présidente de la société danoise du cancer, succédant à Lykke Friis, une autre ancienne ministre libérale.

## Distinctions
- Conférence Barbara-Ward 2010.

## Annexe